# Biblioteca Nacional de Azerbaiyán
La Biblioteca Nacional de Azerbaiyán (en azerí: Mirzə Fətəli Axundov adına Azərbaycan Milli Kitabxanası) es la institución de depósito legal para la República de Azerbaiyán y se encuentra en la capital, Bakú. La biblioteca fue fundada en 1922 y su inauguración oficial fue el 23 de mayo de 1923. El edificio que la acoge se levantó en 1922, y está diseñado para almacenar hasta cinco millones de ejemplares. En 1939, la biblioteca fue nombrada por M. F. Akhundov, un destacado académico, dramaturgo y editor azerí.
Su colección posee 4513 millones de ejemplares, entre libros, publicaciones periódicas, atlas, microfilms y otros materiales. Se estructura en veintiséis departamentos y es gestionada por el Ministerio de Cultura y Turismo de Azerbaiyán.